# Vigone
Vigone is een gemeente in de Italiaanse provincie Turijn (regio Piëmont) en telt 5157 inwoners (31-12-2004). De oppervlakte bedraagt 41,1 km², de bevolkingsdichtheid is 125 inwoners per km².
De volgende frazioni maken deel uit van de gemeente: Quintanello, Zucchea, Trepellice.

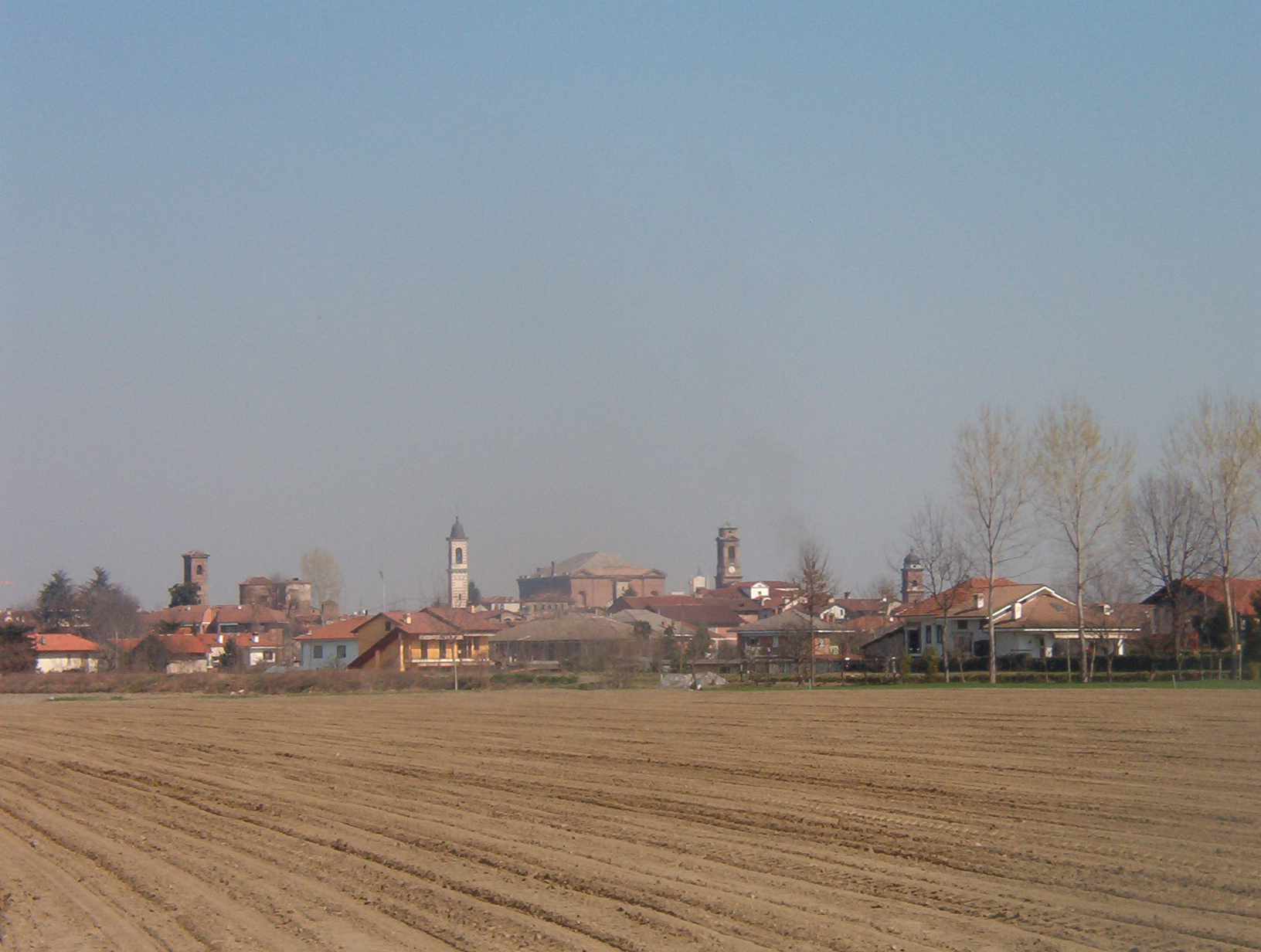
Vigone
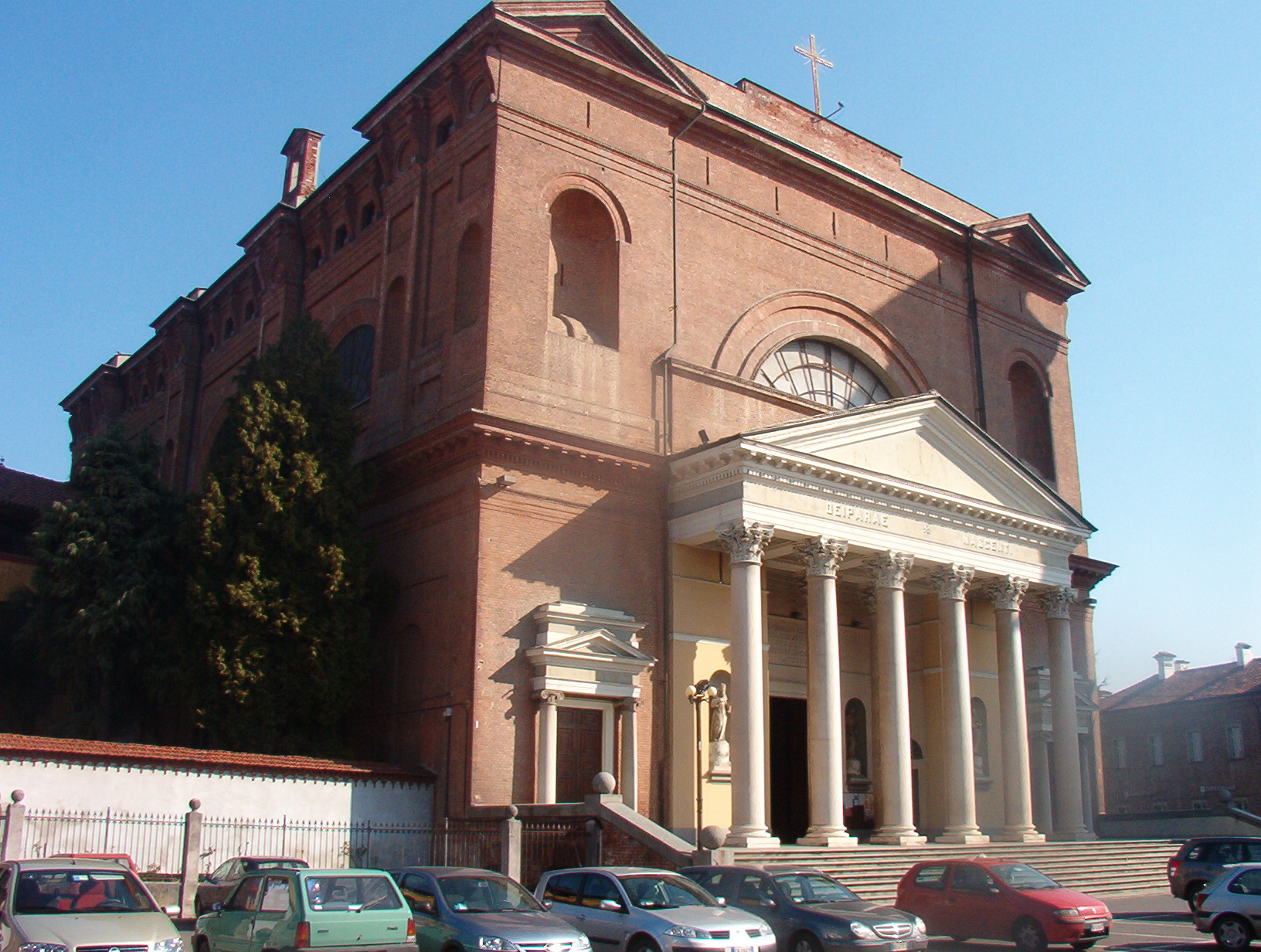
Santa Maria del Borgo
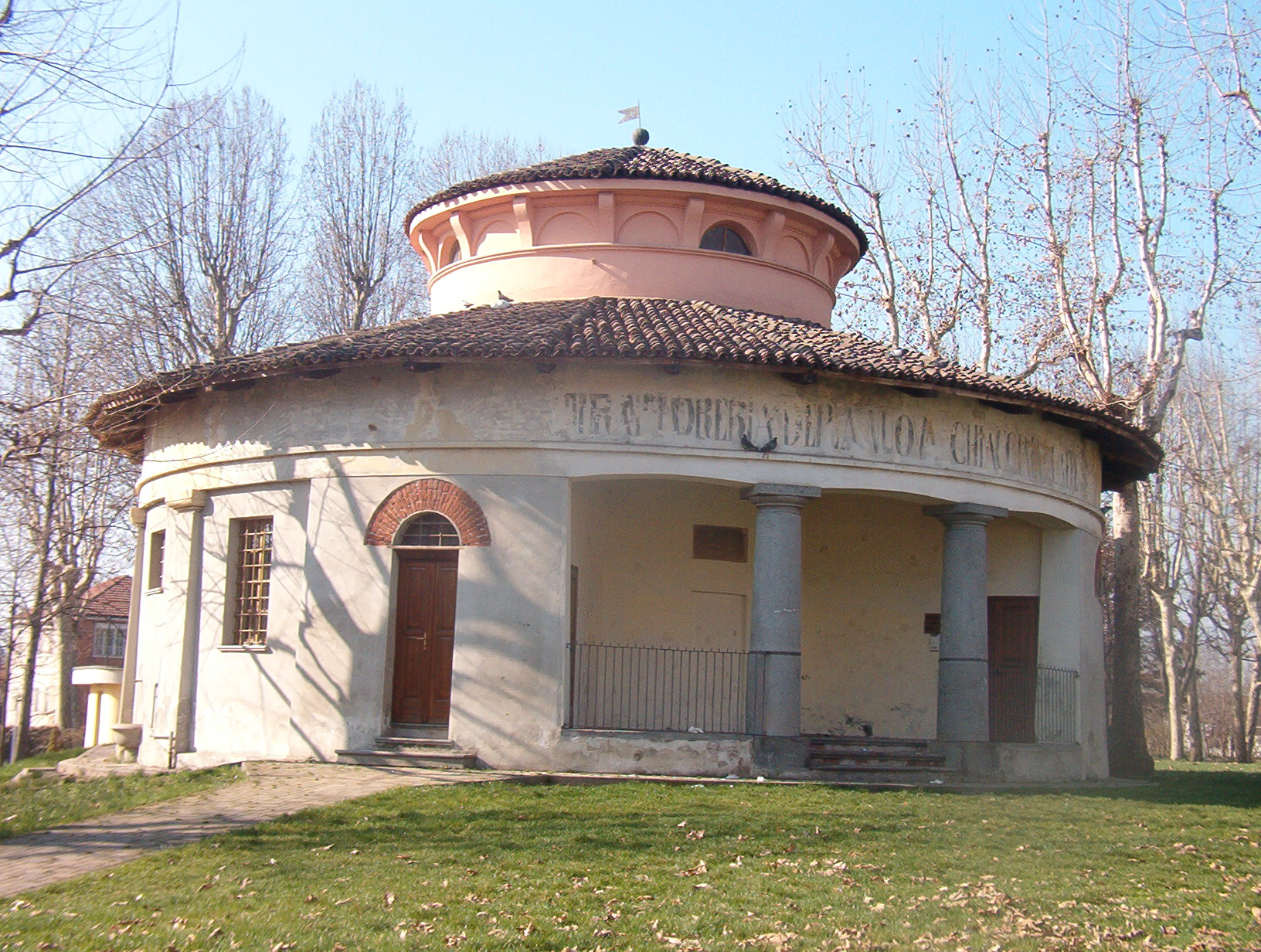
La Rotonda
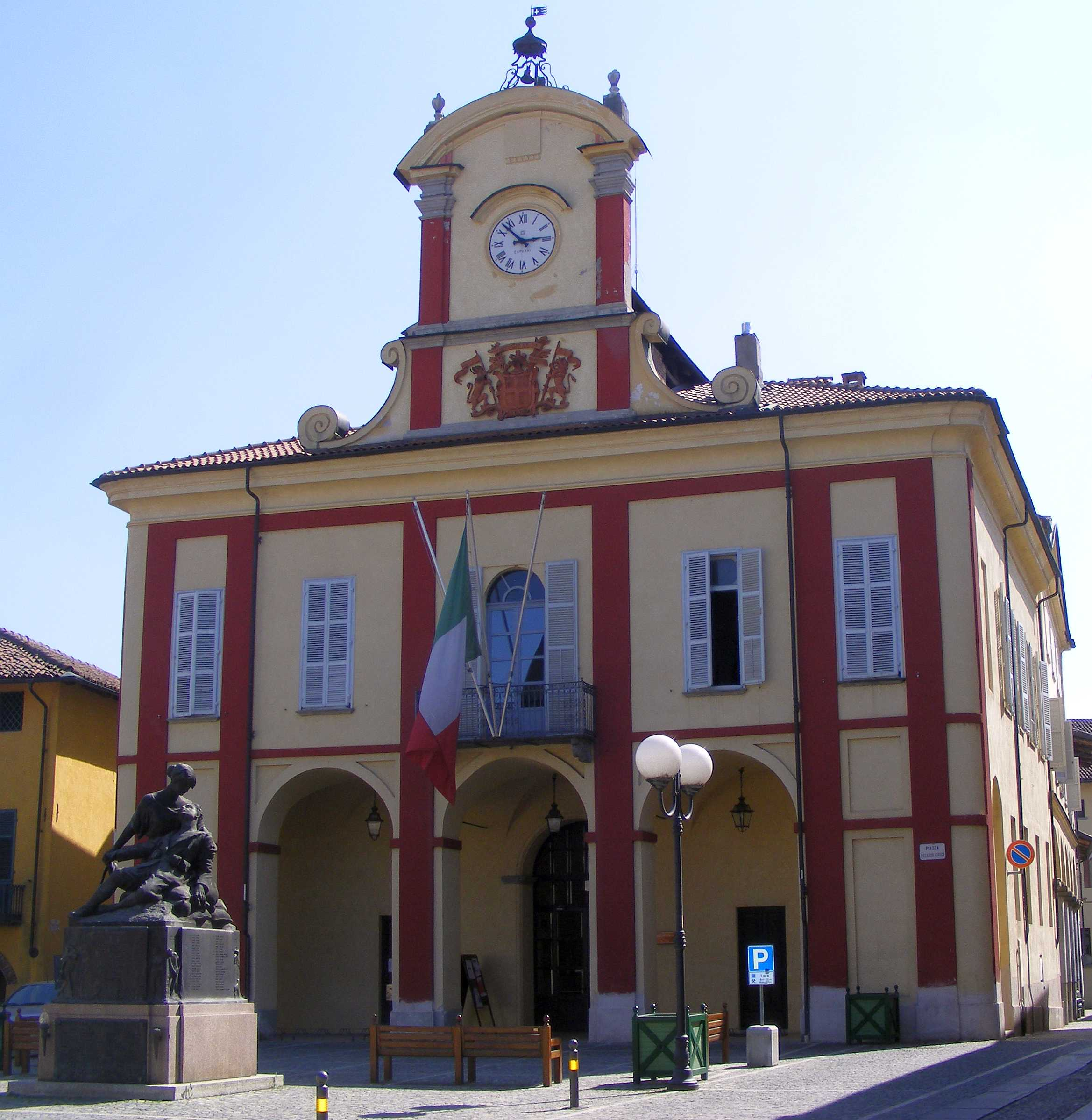
Gemeentehuis

## Demografie
Vigone telt ongeveer 2142 huishoudens. Het aantal inwoners daalde in de periode 1991-2001 met 0,6% volgens cijfers uit de tienjaarlijkse volkstellingen van ISTAT.
| Jaar | Inwoneraantal |
| ---- | ------------- |
| 1991 | 5081          |
| 2001 | 5051          |

## Geografie
Vigone grenst aan de volgende gemeenten: Buriasco, Virle Piemonte, Cercenasco, Macello, Pancalieri, Cavour, Villafranca Piemonte.